# Dwór Bractwa św. Jerzego w Gdańsku
Dwór Bractwa św. Jerzego – budynek w Gdańsku przy Targu Węglowym 27, wybudowany w latach 1487–1494 przez Jana Glothaua jako siedziba konfraterni patrycjatu Głównego Miasta Gdańska.

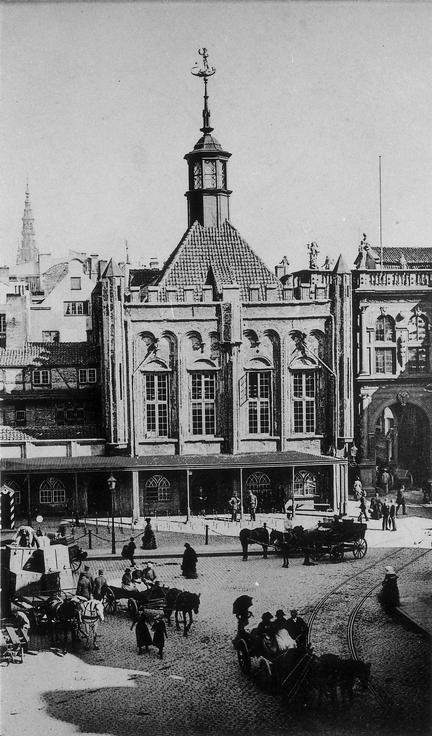
Dwór Bractwa św. Jerzego, ok. 1890

## Historia
Bractwo św. Jerzego początkowo zbierało się w Dworze Artusa, później powstała własna siedziba obok Złotej Bramy, wybudowana w stylu flamandzkim.
W przyziemiu znajdowała się strzelnica dla łuczników i pomieszczenia do przechowywania sprzętu łuczniczego. Na pierwszym piętrze umieszczono wielką salę zebrań bractwa, celebrowania ważnych uroczystości, biesiad i przedstawień teatralnych. W 1566 roku szczyt kopuły wieńczącej budowlę ozdobiono figurą św. Jerzego zabijającego smoka. Pod koniec XVI wieku dwór przebudowano, m.in. zostały powiększone ostrołukowe okna.
Po rozwiązaniu bractwa w 1798 roku budynek przeszedł na własność miasta. Na parterze umieszczono odwach, na piętrze szkołę sztuk pięknych. W końcu XIX wieku przywrócono pierwotny wygląd budynku.
Po zniszczeniach wojennych (zniszczony dach, wypalone wnętrze) gmach odbudowano w latach 1950-1953. Wieńcząca dach figura św. Jerzego ocalała ewakuowana z miasta i umieszczona w budynku elektrowni wodnej Bielkowo.
Obecnie budynek mieści siedzibę Oddziału Wybrzeże Stowarzyszenia Architektów Polskich.